# Georgina (Ontario)
Pour les articles homonymes, voir Georgina.

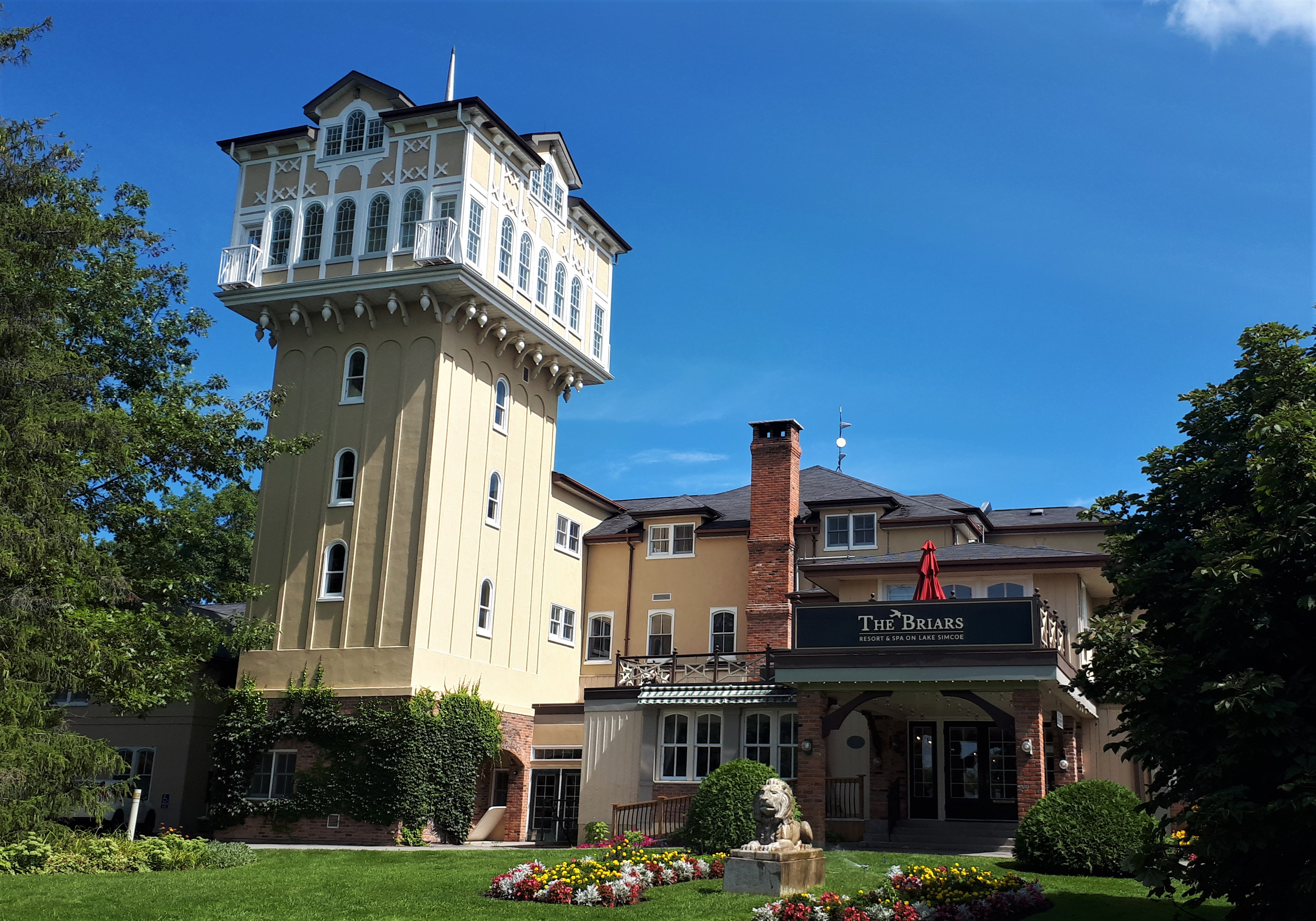
The Briars.

Georgina est une ville située dans la municipalité régionale d'York, en Ontario, au Canada. En 2016, Georgina comptait 45 418 habitants.

## Lieux de peuplement
La population est dispersée entre de nombreux lieux de peuplement, dont les principaux sont Keswick, Belhaven, Sutton West et Jackson's Point.